# Sanji (One Piece)
Vinsmoke Sanji (ヴィンスモーク・サンジ Vinsumōku Sanji?), conegut simplement com a Sanji (サンジ?), és un dels protagonistes del manga One Piece, escrit i dibuixat per Eiichirō Oda, i les seves obres derivades.
Inicialment cuiner al restaurant flotant Baratie, Sanji s’uneix a pirates del Barret de Palla després de presenciar l'enfrontament entre Monkey D. Ruffy i Krieg, encoratjat pels seus col·legues i el seu mentor Zeff a portar-se al mar per perseguir el seu somni. Trobar el llegendari All Blue. Per conservar les mans per cuinar, lluita només utilitzant les cames. Fumador àvid, és extremadament galant i atret pel sexe més net. Durant els esdeveniments de Zou i Tottoland, es revela la seva pertinença a la família Vinsmoke, un clan d'assassins dissenyats genèticament per millorar el rendiment del cos humà.

## Creació i concepció
Els primers dissenys mostren que, originalment, Sanji anava a ser un personatge de cabell negre que portava una pistola anomenat Naruto, però aquesta idea va ser descartada.
Oda es va inspirar en Mr. Pink, el personatge de Steve Buscemi a Reservoir Dogs (1992), quan va crear en Sanji.

### Disseny
En Sanji és un home alt i esvelt de pell clara que habitualment porta una camisa negra i fuma una cigarreta. Abans del salt temporal, es veu en Sanji amb els cabells rosos que li cobreixen l'ull esquerre. Tanmateix, després del salt temporal, els seus cabells li cobreixen l'ull dret. Abans d'abandonar la seva família, en Sanji es pentinava en sentit contrari i portava una camisa groga amb un número tres negre. També portava pantalons blancs, botes marrons i bandana groga. Després de deixar la seva família i sent encara un nen, va començar a vestir un uniforme de cuiner blanc. En Sanji es fa créixer una perilla durant el salt temporal, i l'art conceptual mostra que aquest era el seu disseny original.
La característica més distintiva de Sanji són les seves celles, que es caracteritzen per ser remolins amb l'extrem de la cua apuntant al seu costat esquerre, en direcció oposada en comparació amb els seus germans Ichiji, Niji, Yonji i Reiju.
Oda va revelar que la nacionalitat real de Sanji seria un francès, en contrast amb els temes de l'Alemanya nazi de Germa 66.

### Personatge i personalitat
En Sanji és un cuiner que busca perpètuament noies belles: de fet, tendeix a comportar-se millor amb les dones que amb els homes, assumint formes galants i refinades en la seva presència i menyspreant a qualsevol que les faci mal d'alguna manera; ell mateix no colpeja mai cap dona, ni tan sols les seves enemigues. Malgrat aquestes actituds, no són pocs els moments en què manifesta un costat més pervertit, sobretot en presència de la Nami, que puntualment acaba colpejant-lo o obligant-lo a fer tasques per a ella i la Robin. A més de les dues noies, en general té una bona relació amb tots els membres de la tripulació, excepte en Zoro, amb qui sovint es disputa per bagatel·les.
A causa del seu passat, menysprea qualsevol actitud que impliqui malgastar menjar, sense dubtar a colpejar sense pietat qualsevol que mostri aquestes actituds. És un fumador intens: ha estat censurat als Estats Units, on Sanji presenta una piruleta en lloc de cigarretes. El seu somni és trobar All Blue (オールブルー, Ōru Burū), un mar llegendari on es diu que es troben peixos de tots els mars.

## Biografia

### Infància
Sanji és el quart fill de la família Vinsmoke: a diferència dels seus germans, cínics i violents a causa dels experiments del seu pare Judge, era pacífic i amb una passió innata per la cuina, heretada de la seva mare Sola. Abusat pels seus germans i rebutjat pel seu pare, va decidir fugir i, ajudat per la seva germana Reiju, va pujar a un vaixell com a ajudant de cuina. Temps després, aquest vaixell va ser atacat pels pirates de Zeff: a causa d'una tempesta, Sanji va caure a l'aigua i en Zeff es va submergir al mar per salvar-lo, aterrant sobre una roca. Allí Zeff va donar al nen una bossa que, segons ell, contenia un terç del menjar que havia aconseguit recuperar, mentre que ell en guardaria la resta. Després de setanta dies sense menjar, Sanji va decidir robar el menjar del pirata, descobrint que la seva bossa estava plena d'or i joies i que s'havia amputat i menjat la cama per sobreviure. Aleshores, Zeff li revela per què el va salvar: tots dos somien amb trobar el All Blue, un llegendari tram de mar on es pot trobar qualsevol tipus de peix. Salvats, van decidir obrir junts un restaurant flotant, el Baratie, i Zeff va ensenyar a Sanji a lluitar amb puntades de peu, per preservar-se les mans només per a cuinar.

### El mar oriental i primera part de la Grand Line
Anys més tard, la tripulació del barret de palla recent formada arriba al Baratie, inclòs el capità Monkey D. Ruffy, l'espadatxí Roronoa Zoro, la lladre Nami i el tirador Usopp. Al mateix temps, arriba al restaurant Gin, segon al comandament de la flota d'en Krieg, a punt de morir de fam després que la flota fos delmada per Dracule Mihawk a la Ruta Major. Tot i que Sanji decideix alimentar el pirata, porta el seu capità al restaurant amb la intenció de robar el vaixell restaurant: durant els enfrontaments, Gin, en senyal d'agraïment, es sacrifica per salvar en Sanji del gas tòxic llançat per en Krieg, mentre ell és derrotat per en Ruffy. Després, en Sanji s'uneix a en Ruffy i els seus companys com a cuiner, donant les gràcies a Zeff per haver-lo cuidat fins aquell moment.
Juntament amb els seus nous companys, s'enfronta a la tripulació d'Arlong i al capità de la marina Smoker, aconseguint entrar a la Grand Line. Aquí coneixen la princesa d'Alabasta, Nefertari Vivi, i descobreixen que el seu regne ha estat atacat pel membre del set Grans guerrers del mar Crocodile. Un cop a Alabasta, la tripulació, junt amb el metge del vaixell Tony Tony Chopper, xoca amb Baroque Works, una organització dirigida per Crocodile: específicament, Sanji s'enfronta i derrota al Mr. 2. Després de l'aventura a l'illa al cel, on s'enfronta al sacerdot d'Ener Satori, i la reunió amb Foxy Sanji, Zoro i Ruffy intenten aturar l'almirall de l'Armada Aokiji de la intenció de capturar Nico Robin, arqueòloga i antiga braç dret de Crocodile unida des de feia temps a la tripulació. Quan la Robin és retinguda pel CP9, la tripulació, juntament amb el cíborg Franky, ataquen l'illa d'Enies Lobby per alliberar-la. En Sanji, després de neutralitzar el cuiner Wanze al tren marítim, és neutralitzat per Califa a l'illa, negant-se a lluitar-hi per ser una dona, per després recuperar i eliminar Jabura. Després d'això, la marina de guerra li posa una recompensa al cap, però en lloc d'una foto es representa amb un dibuix poc similar. A Thriller Bark, la tripulació es troba amb el músic esquelet Brook i es troba amb la tripulació de Gekko Moria; en Sanji s’enfronta a Absalom i després intenta sacrificar-se en lloc de Zoro per protegir a Ruffy contra Kuma Bartholomew, però és neutralitzat pel seu company.
A l'arxipèlag de Sabaody, després de conèixer la sirena Kayme, coneix a Duval, un caçador de recompenses la cara del qual és idèntic al dibuix del cartell de buscat de Sanji: tot i que en Duval intenta matar-lo, aconsegueix derrotar-lo i canvia el seu aspecte. Després que Ruffy ataqui un noble mundial per defensar Kaymie, són atacats per l'almirall Kizaru i de nou per Bartholomew, que envia els membres a diverses parts del món: Sanji acaba a Momoiro on coneix Emporio Ivankov, qui, després d'haver après que és d'un company d'en Ruffy, decideix entrenar-lo durant els propers dos anys.

### Nou Món[calcitació]
de tornada a l'arxipèlag de Sabaody, Sanji s'uneix a la tripulació i, arribant a l'illa dels Tritons, fa amistat amb el rei Neptú i enfronta i derrota a Hody Jones i els seus pirates. Arribats al nou món, desembarquen a Punk Hazard a l'escalfadora i congelada illa, Ruffy fa una aliança amb el pirata Trafalgar Law per derrotar l'emperador Kaido. A l'illa capturen Caesar Clown, productor de fruites artificials i protegit per Donquixote Doflamingo, que s’enriqueix venent aquestes fruites al mercat negre i sobretot a Kaido. També es troben amb els samurais Kin'emon i Momonosuke, que s'uneixen a ells. A Dressrosa després d'escapar de Doflamingo, Sanji, Nami, Chopper i Brook són atacats per la nau de l'emperadriu Big Mom i es veuen obligats a separar-se de la tripulació. Els quatre van a Zou, coneixen la tribu dels visons: aquí Sanji és segrestat per Capone Berge, membre de la tripulació de Big Mom, per obligar-lo a casar-se amb Charlotte Pudding, filla de l'emperadriu, per entaular una aliança entre la família. i el Vinsmoke. A Whole Cake Island, Sanji es veu obligat a quedar-se a l'illa i s’ha de casar amb Pudding. Sanji decideix acceptar casar-se amb ella. Ruffy, Nami, Chopper, Brook i les visions Pedro i Carrot, van arribar a Whole Cake Island per filmar Sanji; aquest últim té un duel amb Ruffy que intenta foragitar-lo. Després que Sanji aprengui la veritat del matrimoni i que Big Mom realment vol eliminar els Vinsmokes, torna a Ruffy i fa una aliança amb Caponne Berge per matar Big Mom fallint la missió. Gràcies a l'ajut de Vinsmoke, Capone Berge, Jinbe els peixos i el sacrifici de Pedro: Ruffy i els altres aconsegueixen escapar. Fugint miraculosament de l'emperadriu, arriben a Wano, la seu de Kaido: aquí descobreixen la veritat sobre els orígens de Kin'emon i els seus companys, també aprenen sobre la història de Kozuki Oden. Reunits, els pirates del Barret de Palla i els samurais assalten Onigashima, casa de la tripulació de Kaido.

### Recompensa
La primera recompensa assignada a Sanji, després de les batalles a Enies Lobby, és de 77 milions de delis; a diferència de les dels seus companys a la seva imatge, no hi ha cap foto, ja que el fotògraf es va oblidar de treure la tapa de l'objectiu quan la feia, sino un dibuix vagament semblant a la cara del xef. A causa d'aquest identikit, del qual se sent molt avergonyit, Sanji atrau la ira de Duval, sent aquest últim idèntic al cartell. La seva recompensa canvia després dels esdeveniments de Dressrosa i es porta a 177 milions de delis; la imatge se substitueix per una fotografia real, però al cartell només s'hi indica que se'l busca viu, en lloc del clàssic viu o mort, per la pressió de la seva família. Després de la fugida de Tottoland, la recompensa torna a canviar-se i augmenta fins a 330 milions de delis: tot i que el cuiner està feliç d'haver superat el de Zoro (320 milions), es decepciona al descobrir que el seu nom complet està escrit al cartell; és Vinsmoke Sanji, lligant així indissolublement el seu nom al de la família.

## Combat[calcitació]

### Sanji VS Gin
Al Baratie, Sanji s'enfronta a Gin però és derrotat: aquest el perdona recordant que Sanji el va salvar abans i decideix sacrificar-se donant-li la màscara del gas verinós llançat per Krieg.

### Sanji VS Mr. 2
A Alabasta, Sanji colpeja Mr. 2 més d'una vegada. Mr. 2 descobreix el punt feble de Sanji, fent servir la cara de la Nami per poder derrotar-lo. Sanji també troba les seves debilitats aconseguint derrotar-lo

## Estil de lluita[calcitació]
Sanji, com a cuiner, prefereix utilitzar les mans només per cuinar: en la lluita, per tant, va desenvolupar un estil de lluita basat en puntades de peu, cosa que li va valer el sobrenom de "Cames Negres" (黒 脚 Kuro ashi?); els noms dels seus atacs estan en francès i fan referència a plats o mètodes de cuina. Aleshores és capaç, girant ràpidament sobre si mateix, d'explotar la fricció per fer la cama incandescent: aquesta tècnica s’anomena Diable Jambe (悪魔風脚ディアブルジャンンン Diaburu Janbu?, Lit. "Leg del diable ") i augmenta els atacs de poder, fins i tot provocant cremades i, de vegades, incendiant l'enemic. Durant els dos anys d'entrenament, a força d'escapar de les travesties de Momoiro, va aprendre a córrer a la superfície de l'aigua o volar xutant l'aire amb molta força; també va aprendre a dominar l'ambició de la percepció i l'armadura, especialitzant-se en l'ús de les primeres. Després de l'assalt a la festa de te de Big Mom, la seva família li dona un dels seus vestits d'atac (レイドスーツ Reido Sūtsu?), Vestits de memòria particulars: a més de ser gairebé indestructible i absorbir la major part dels danys rebuts, el vestit El de Sanji, anomenat Stealth black (ステルス・ブラック Suterusu Burakku?), Li permet esdevenir invisible.

## Intèrprets
A la versió original japonesa de la sèrie d'anime One Piece, Hiroaki Hirata fa la veu de Sanji com a adult i Ikue Ōtani la de nen. Josep Maria Mas va doblar el personatge adult al català central, mentre Iris Lago li va donar la veu de nen.
Sanji és interpretat per l'actor britànic i espanyol Taz Skylar a l'adaptació en viu de One Piece, mentre que Christian Convery interpreta el jove Sanji.

### En altres mitjans
Els creadors de Shokugeki no Soma, Yūto Tsukuda i Shun Saeki, van crear un conjunt de one-shots derivats titulats Shokugeki no Sanji, i la primera entrega es va publicar el 2018 per celebrar el 21 aniversari de One Piece. Actualment hi ha quatre lliuraments consistents en històries breus que detallen diferents concursos de cuina en què participa Sanji, a més d'aprofundir sobre la seva formació a l'illa d'Okama.
Shueisha va publicar un llibre de cuina titulat One Piece: Pirate Recipes el novembre de 2012. El llibre s'atribueix al mateix Sanji i inclou diverses receptes de cuina temàtiques de One Piece. El febrer de 2021 es va anunciar una localització de Viz Media i es va publicar el 23 de novembre de 2021.
Sanji també ha aparegut en diferents formes de mercaderia. Per exemple, s'han produït moltes figuretes, amb un exemple la figura de Sanji a la sèrie One Piece Locations Trading Figures. El 2012, la marca francesa de luxe S.T Dupont va col·laborar en el seu 140è aniversari amb Eiichiro Oda per recrear l'icònic encenedor daurat "Sleeping Mermaid" de Sanji.
També s'han erigit estàtues en honor de Sanji. Una estàtua de bronze de Sanji es va dedicar a Mashiki, Kumamoto com a part del Projecte de revitalització de Kumamoto per ajudar a la curació després dels terratrèmols de 2016 a la zona. A la ubicació de Nagoya de la botiga One Piece Mugiwara, hi ha una estàtua de Sanji al costat de les obres d'art de l'espectacle. Al "Restaurant Oresama de Sanji", un dels restaurants del parc temàtic Tokyo One Piece Tower, es pot veure una estàtua de Sanji com a part d'una festa amb la resta de la tripulació.

## Recepció

### Popularitat
A les enquestes de popularitat de Shōnen Jump One Piece, Sanji va ocupar el quart lloc a la primera enquesta (1999) i la tercera per a les tres enquestes posteriors (2002, 2006, 2009). A l'enquesta més recent (2021), que va ser la primera feta a nivell mundial, Sanji es va classificar com el quart personatge més popular amb 970.286 vots.

### Resposta crítica
Dyler Crews va escriure com «Sanji té tots els elements tangibles per ser un dels millors personatges indiscutibles de tota la sèrie. El seu origen, poders i estil el converteixen en un favorit fàcil entre els fans de One Piece. Tot i així, la seva estranya obsessió per les dones allunya altres fans. L'heroi lasciu és fonamental per al gènere del manga shonen, ja que és la línia més cridanera de les transformacions visibles dels personatges més problemàtics i la confusió de Sanji per expressar aquest tipus de personalitat molestament immadur».
El treball d'Eric Vale amb Sanji en el seu doblatge a l'anglès americà el va nominar al premi "Voice Actor of the Year" als Premis Behind the Voice Actor Awards del 2015. Daniel Dockery, un escriptor sènior de Crunchyroll, va argumentar que Sanji té una de les millors presentacions de personatges d'anime. Ritwik Mitra de GameRant va situar a Sanji com el millor personatge d'alleujament còmic de l'anime shōnen, citant els seus intents de cortejar les dones i els conflictes amb el seu company de tripulació Roronoa Zoro com a font d'humor. Mitra afegeix que Sanji també és una part important en «alguns dels moments més emblemàtics que no són de comèdia», que creu que són la raó de la seva popularitat.